# María de Albornoz
María de Albornoz (c. 1382 - 17 de abril de 1440 en Bonilla de la Sierra), VIII señora de Albornoz y del Infantado de Huete fue una noble castellana con cuya muerte se extinguió la línea principal de su linaje.

## Historia
María de Albornoz era la hija mayor de Juan de Albornoz, VII señor de Albornoz, y de Constanza de Castilla, hija del infante Tello, y nieta de Alfonso XI. A la muerte de su padre en 1389 sin hijos varones y con su esposa encinta de su otra hija Beatriz y María de corta edad, fue su abuela paterna, Constanza Manuel, viuda de Gómez García de Albornoz, la que se hizo cargo del Infantado de Huete durante su minoría de edad. Es posible que su madre, Constanza de Castilla haya fallecido en el parto de Beatriz, la hija póstuma de Juan de Albornoz, ya que no vuelve a aparecer en la documentación.
En 1401 contrajo matrimonio con Enrique de Villena "el Nigromante", heredero del marquesado de Villena, I señor de Iniesta, III señor de Cifuentes en su linaje, I conde de Cangas y Tineo, hijo de Pedro de Aragón (hijo de Alfonso de Aragón el Viejo, I marqués de Villena), condestable de Castilla y II marqués de Villena, y de Juana de Castilla, hija ilegítima de Enrique II de Castilla y Elvira Íñiguez. El matrimonio no tuvo descendencia, y en 1405 Enrique de Villena solicitó y obtuvo la nulidad, para poder postularse como maestre de la Orden de Calatrava, para lo que se requería ser soltero. Aunque para obtener la nulidad su marido alega impotencia, este tuvo dos hijas ilegítimas: Beatriz de Villena, soltera y sin descendencia, e Isabel de Villena, abadesa de la Trinidad de Valencia.
Como María de Albornoz no tuvo descendencia, a su muerte, el 17 de abril de 1440 en Bonilla de la Sierra, el patrimonio de los Albornoz pasó a los Mendoza y a los Carrillo. Legó su patrimonio a su primo Álvaro de Luna,  con la condición de que este tomara el apellido y las armas de Albornoz.

## Personaje literario
María de Albornoz aparece en la obra El doncel de don Enrique el doliente, de Mariano José de Larra.